# Альфред Сант
Альфред Сант (мальт. Alfred Sant; нар. 28 лютого 1948, П'єта, Мальта) — мальтійський політик і державний діяч. Сант очолював Лейбористську партію з 1992 по 2008 рік, займав посаду прем'єр-міністра Мальти з 1996 по 1998 рік, в періоди з 1992 по 1996 і з 1998 по 2008 роки був лідером опозиції.
Після поразки на виборах 2008 року Альфред Сант передав посаду лідера партії своєму молодому товаришеві Джозефу Мускату.
У 2014 році успішно обраний депутатом Європарламенту.